# Ndut (rite)
Pour les articles homonymes, voir Ndut.

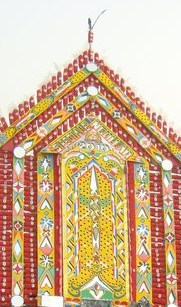
Mbot, symbole de ndut

Le ndut est un rite de passage ainsi que d'une éducation religieuse commandée par la religion sérère que chaque Sérères (un groupe ethnique dans Sénégal, la Gambie et la Mauritanie) doit passer par une fois dans leur temps de vie. Les gens sérères étant un groupe ethno-religieux, le rite d'initiation ndut est également liée à la culture sérère,. À partir du moment un enfant sérère est né, l'éducation joue un rôle essentiel tout au long de leur cycle de vie. Le ndut est l'un de ces phases de leur cycle de vie. En la société sérère, l'éducation durent toute une vie et commence dès l'enfance à la vieillesse.

## Étymologie
Le nom ndut vient de la langue des Ndut, un sous-groupe des Sérères. Dans un sens religieux, cela signifie « nid ». Il est un lieu de refuge, et le lieu où les garçons sérères se logent dans la préparation de leur circoncision,. Ces garçons sont appelés njuli (« initiés »). Le mot njuli vient du wolof . En raison de ses connotations religieuses, le mot a été emprunté par les Sérères.

## Types
Il y a deux principaux types de rites d'initiation ndut. Le premier concerne la circoncision pour les garçons sérères, tandis que le second concerne l'initiation des filles sérères. La religion et la culture sérère interdit l'excision des filles sérères (mutilations génitales féminines). Seuls les garçons sérères sont circoncis. Les filles sérères recevoivent leur initiation par njam ou ndom (le tatouage des gencives). Préparation pour l'initiation commence dès l'enfance. Dans de nombreux cas, les garçons sont circoncis quand ils atteignent 13 ans. Toutefois, il n'est pas rare pour certains de se faire circoncire quand ils ont 19 à 26 ans. De même, les filles sérères recevoivent leur initiation quand ils ont 11 à 18 ans

## Objet
Le but de cette initiation est de marquer le passage de l'enfance à l'âge adulte. Elle sert également à enseigner aux jeunes Sérères comment être de bons citoyens, courageux et honorable. Dans la culture sérère traditionnelle, un homme sérère qui n'a pas subi le rite d'iniation ndut n'est pas reconnu comme un « vrai » homme. Il est également tabou pour une femme sérère d'épouser un homme sérère qui n'a pas été circoncis. D'un point de vue religieux et hygiènique, un pénis non circoncis est qualifié d'impur et gâteux. De même, une femme Sérère qui n'a pas subi le njam n'est pas considérée comme une «vraie» femme. Bien que les préjugés contre les femmes sérères qui n'ont pas subi l'njam soient moins fréquents de nos jours, en raison de la modernité, les préjugés contre les hommes sérères qui n'ont pas subi la circoncision existent encore dans la culture sérère.

## Préparation du ndut
La préparation du ndut prend plusieurs années, et implique la participation de toute la famille et les lignages (à la fois maternelle et paternelle), ainsi que la communauté. Il s'agit d'un long processus où des facteurs physiques, psychologiques, spirituels et économiques entrent en jeu, en préparation de l'enfant avant l'acte même de la circoncision (pour les garçons) ou njam (pour les filles). Toute la famille joue un rôle essentiel dans la préparation de l'enfant pour ce voyage spirituel.
Avant d'être circoncis, un jeune sérène fait une déclaration publiques appelée Kan boppam. Cette déclaration publique est faite sous la forme d'un « poème » (ciid dans la langue sérère) ou d'une chanson. L'un de ces chants est donné ci-dessous :
Duma daw Saala Saala maa ko dige, qui signifie « je ne vais pas éviter le couteau parce que je le demande ».

## Le rôle des femmes
Dans l'initiation des garçons et des filles sérères deux, les femmes sérères jouer un rôle important. Bien que les femmes sont interdits de participer à l'acte même de la circoncision ou d'entrer dans le ndut (le nid sanctuaire), la famille féminin du garçon jouent un rôle important avant et après l'acte de la circoncision. Ils font partie de l'unité familiale qui aide l'enfant à se préparer à la circoncision. Ce n'est pas seulement les parents de sexe masculin qui aide l'enfant, mais toute la famille. Tante paternelle de l'enfant (la sœur de son père) donnerait un bracelet (généralement en argent) à l'enfant pour être porté sur son bras gauche comme un signe de bonne chance. Dans la plupart des cas, c'est le père qui donne à l'enfant ce bracelet de protection. Juste après la circoncision, la mère du garçon aurait parfois même allaiter l'enfant pour la dernière fois. Cet acte d'allaitement est le symbole de la renaissance après la mort, et exige « l'ingestion de donneuse de vie nourriture de la mère». Ainsi la femme est considérée comme un donneur de vie et de la protection de la vie. L'importance des femmes est le mieux conservé dans la mythologie Sérère de Mama (« la grand-mère » dans la langue sérère ) :
« Avale Mama ceux qui ont subi l'initiation, puis les recrache. Elle est un esprit invisible pour les initiés (en sa présence, les initiés doivent baisser la tête et fermer les yeux). Mama apparaît dès que les hommes circoncis ont commencé à chanter, avec toute leur force, les chansons qui sont dédiés à elle».

## Structure
La structure d'initiation d'une fille sérère est un peu similaire à la structure de l'initiation d'un garçon sérère. Pour une fille sérère, la chirurgie njam est effectuée par une femme âgée avec ses assistants. Ces femmes âgées ont subi la chirurgie eux-mêmes. Un de la tête de ces femmes qu'on appelle le njamkat. Elle est celle qui effectuera l'opération (tatouage des gencives). La circoncision des garçons sérère est également effectuée dans une situation structurée. Il implique l'exciseuse et ses assistants ainsi que d'une personne qui supervise l'opération. Ce superviseur est le maître de la circoncision (« kumax » en sérère). Il est le mâle le plus âgé dans la communauté et doit posséder toutes les qualités d'un bon kumax, qui comprennent : générosité, de soutien et de la patience. Tous les hommes impliqués dans le rite de passage doivent avoir subi l'opération eux-mêmes. Un garçon et son groupe d'âge sont généralement circoncis ensemble, sous la direction de l'selbe (la personne qui accompagne les enfants à être circoncis). Ils forment un pacte de fraternité,.

### Le lieu
Le bâtiment où la circoncision a lieu est appelé le ndut (« nid »). Il s'agit d'une cabane temporaire loin de la ville ou du village. Il est temporaire car la cabane doit être mis le feu juste après l'initiation. L'incendie du ndut est symbolique. Il représente ce que le sanctuaire de la initiés ont vécu dans les trois derniers mois, coupé du monde extérieur n'était qu'un rêve, un lieu artificiel qui n'existe pas dans la vraie vie. Toutefois, ils peuvent renvoyer au rêve et à utiliser ce qu'ils ont appris du rêve face aux dangers de la vie réelle. Il est également tabou pour un enfant de rester dans le ndut où son père a reçu sa circoncision. À leur arrivée dans ce lieu sacré, les garçons chantent les noms des Pangool (singulier : Fangol), les saints anciens Sérères et des esprits ancestraux :
« Fadid, Fango, Invey ngara, Fadid, Fangol Invey ngara » ce qui signifie « viens ici, nous sommes arrivés Fangol. Viens ici, Fangol»
La récitation de ce verset reconnaît les ancêtres qui ont longtemps disparus, et sont appelés à s'approcher et à protéger les enfants de tout esprit mauvais ou mal qui peut frapper le ndut surtout la nuit.

### l'éducation

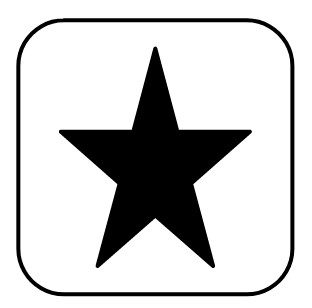
Yoonir, symbole de l'Univers,.

Le ndut est aussi un lieu d'éducation. Les initiés apprennent à se connaître, le travail d'équipe, la façon d'être honnêtes citoyens, l'histoire des Sérères, le monde surnaturel, Mythe de la création des Sérères, mystères de l'Univers et la formation des étoiles, etc,, Chaque matin, un exercice de l'interprétation des rêves est effectuée. Ces exercices de guider les enfants sur la façon dont l'analyse uns et des autres rêves ainsi que le leur, et les aide à développer leurs compétences de clairvoyance. Il est aussi un lieu où ils reçoivent leur éducation sexuelle, en particulier parmi les membres les plus âgés des initiés. On dit à ces jeunes hommes de ne pas s'engager dans des activités sexuelles avec des femmes jusqu'à ce que leur opération a guéri. La cérémonie de lavage est également soulignée. Cette aide dans le processus de guérison. La première cérémonie de lavage a lieu près de le ndut. Lavage de purification symbolise.
Les enfants composent des chansons, chantent et dansent ensemble. Cet exercice les aide à oublier la circoncision réelle attente. Il développe également leurs compétences artistiques et de l'équipe de travail. Amitiés et fraternité sont formés qui durera toute une vie. La plupart de ces chansons sont de nature religieuse. C'est à partir de ces chants religieux que la tradition njuup tire de (une musique sérère conservartive, ).

### L'opération
Après des années de préparation, vient l'acte même de la circoncision pour les garçons ou njam pour les filles. C'est là où ils tester leur honneur selon le principe de Jom Sérères - un code de croyances et de valeurs qui régissent la vie sérères. Jom en Sérère signifie honneur. L'enfant doit montrer aucun signe d'anxiété ou de peur. Ils doivent montrer la bravoure de bout en bout, et ne doit pas contracter ou de pleurer pendant l'opération. Si l'enfant montre des signes de nervosité ou de peur juste avant l'opération, l'opération ne sera pas aller de l'avant. Cela signifie que la famille de l'enfant n'ont pas préparé suffisamment l'enfant pour cette opération. Les parents sont jugés en fonction du comportement de l'enfant. Dans ces circonstances, le kumax ou njamkat sera demander à la famille de prendre l'enfant et de les rassurer, puis les ramener plus tard. Si l'enfant a été rassuré par la famille puis ramené plus tard pour l'opération, mais ils sont toujours inquiets, puis l'opération est annulée. La religion sérère dicte que, dans des circonstances comme celles-ci, l'enfant ne doit pas être humilié. Au lieu de cela, ils devraient être encouragés et soutenus par des paroles de louange et mieux préparés pour l'opération la prochaine fois. En dépit de ces commandements religieux, les gens sérères étant régie par le code de Jom, il n'était pas rare pour certains parents sérères et membres de la famille de se suicider à cause de ce qu'ils considéraient comme une humiliation ou le déshonneur du nom de famille. Dans la religion sérère, le suicide n'est autorisée que si elle satisfait au principe de « Jom » (honneur).
Si le garçon ne montre aucun signe d'anxiété, il est encouragé à ouvrir le tissu couvrant la tête du pénis. Dans la langue sérère, le présent est appelé war o sumtax (pour tuer le prépuce). Le mot war (comme dans War Jabi) signifie « tuer » en sérère. Le garçon de se faire circoncire siège serait sur un mortier avec ses jambes ouvertes. Il doit avoir le courage de le faire sur le sien et ne devrait pas être forcé. Le mortier symbolise le monde féminin, et après que le garçon a été circoncis, il ne faut jamais s'asseoir sur un mortier à nouveau. Avant le circonciseur commence l'opération, il demande au garçon pour le pardon. Il poussait la mot waasanaam (s'il vous plaît pardonnez-moi), et le garçon serait normalement répondre « waasanaaong » (je vous pardonne). Il s'agit d'un geste symbolique de respect, de communion et de la spiritualité. Il montre que le circonciseur est bien conscient de la douleur, il est sur le point d'infliger, comme il l'a subi l'opération lui-même et toute erreur peut entraîner la mort et des goudrons à sa réputation professionnelle pour toujours.
La lame est stérilisé avant la circoncision réelle afin d'éviter l'infection . Après le prépuce a été enlevé, un type spécial de poudre est appliquée sur le pénis pour éviter l'infection et d'aider dans le processus de guérison.

## La fin
Après plusieurs semaines, généralement de trois mois, les initiés terminent leur rite de passage et rentrent à la maison. Le ndut est un brasier. Les enfants reçoivent des cadeaux de membres de la famille. Dans l'époque précoloniale, les garçons exécutent une danse devant des rois Sérères et le reste de la famille royale qui à leur tour donner les présente pour leur courage (voir Maad a Sinig Coumba Ndoffène Famak Diouf).